# Kurai-Kamm
Der Kurai-Kamm (russisch Курайский хребет) liegt im östlichen Altaigebirge in der russischen Republik Altai.
Der Kurai-Kamm verläuft in WNW-OSO-Richtung zwischen den Flussläufen von Baschkaus im Norden und Tschuja im Süden. Er hat eine Länge von ungefähr 140 km und eine maximale Höhe von 3412 m. An der Südflanke erstrecken sich die Kurai-Steppe und weiter östlich die Tschuja-Steppe. Das Gebirge besteht aus metamorphen Gesteinen. An den Südhängen herrscht Kontinentalklima. An den tieferen nördlichen Hanglagen gedeiht subalpine Flora und Lärchenwälder. Die Südhänge sind von einer Steppenlandschaft bedeckt.